# José David Cabello
Pour les articles homonymes, voir Cabello.
José David Cabello Rondón est un homme politique vénézuélien né le 11 septembre 1969. Il a été deux fois ministre en 2006 puis en 2014. Il est le frère de l'homme d'État vénézuélien Diosdado Cabello.

## Biographie
Diplômé de l'académie militaire du Venezuela, José David Cabello est licencié en sciences militaires.

## Carrière politique
En 2004, il est nommé directeur général de l'aéroport international Maiquetía - Simón Bolívar de Caracas puis responsable de la compagnie nationale d'aviation Conviasa d'avril à juin 2006. Il est nommé ministre de l'Infrastructure en juillet 2006. En février 2008, il devient le chef du SENIAT (Servicio Nacional de Administración Aduanera y Tributaria), l'agence vénézuélienne des impôts, succédant à José Gregorio Vielma Mora.
Le 27 mars 2014, il est nommé ministre des Industries en remplacement de Wilmer Barrientos.
Le 18 mai 2018 et à deux jours de l'élection présidentielle vénézuélienne de 2018, des sanctions sont prises contre lui par l'un des organes du département du Trésor des États-Unis pour faits de corruption. Son frère Diosdado Cabello et l'épouse de ce dernier, Marleny Contreras sont également visés. Le secrétaire au Trésor, Steven Mnuchin précise par communiqué que le « peuple vénézuélien souffre de politiciens corrompus qui étendent leur emprise sur le pouvoir tout en se remplissant les poches. Nous imposons des sanctions à des personnes telles que Diosdado Cabello qui profite de leur position officielle pour s'adonner au trafic de drogue, au blanchiment d'argent, aux détournements de fonds publics et autres activités de corruption. ». José David Cabello réplique aux sanctions américaines en les qualifiant de « show ».